# 曽与女
曽与 女（そよ じょ）は、尾張の孝女である。

## 来歴
尾張国海西郡鳥地村に生まれる。父は善六。家は貧しく農具などがなく、漁（すなどり）などして生計を立てる。曽与が生まれた翌年に善六は妻と別れ、男手ひとつで曽与を育て、苦しい生活を強いられる。
曽与は成長するにつれ、質朴、温和で、綿をうち、苧を績ぎ、機などを織って生活した。とても親孝行で、父の世話をすることを生活の楽しみとした。善六は酒を飲むことが多く、金が入るとすぐに酒にかえた。曽与は自らの食物を減らしてでも毎日、父に酒を買い与えた。善六は泥酔し道に倒れ、しばしば池溝に臥せた。曽与はどんな天気の日でもいとわず父を捜し歩き、いたわりながらつれ帰った。善六はその親孝行に感泣し、人びともまたその親孝行に感動しない者はいなかった。
安永2年冬、藩公志水甲州公は曽与女父子と村長などを招き、その行いを厚くを賞した。